# Wilhelm Grimmelmann
Herman Johan Wilhelm Grimmelmann, född 15 januari 1893, död 8 december 1959, var en dansk gymnast.
Grimmelmann tävlade för Danmark vid olympiska sommarspelen 1912 i Stockholm, där han var med och tog brons i lagtävlingen i fritt system. 